# Phyllodactylus papenfussi
Espèce
Phyllodactylus papenfussi est une espèce de geckos de la famille des Phyllodactylidae.

## Répartition
Cette espèce est endémique du Guerrero au Mexique.

## Étymologie
Cette espèce est nommée en l'honneur de Theodore Johnstone Papenfuss.

## Publication originale
- Murphy, Blair & de la Cruz, 2009 : A New Species of Leaf-Toed Gecko, Genus Phyllodactylus (Squamata: Gekkota: Phyllodactylidae) from Guerrero, Mexico. South American Journal of Herpetology, vol. 4, no 1, p. 17-24 (texte intégral).